# Rocca Susella
Rocca Susella es una localidad y comune italiana de la provincia de Pavía, región de Lombardía, con 235 habitantes. Situado en 'Oltrepò Pavese, 36 km al suroeste de la capital provincial, tiene su sede en la ciudad habitada por Susella.

## Evolución demográfica
| Gráfica de evolución demográfica de Rocca Susella entre 1861 y 2001 |
|                                                                     |
| Fuente ISTAT - elaboración gráfica de Wikipedia                     |